# SDN (기업)
SDN(SDN Co. Ltd.)는 대한민국의 태양광 기업이다. 본사는 경기도 성남시 수정구 대왕판교로 1281에 위치해 있으며 대표이사는 최기혁이다.
태양광 발전시스템과 태양전지판 등을 공급하고 있다

## 테마주
최기혁 대표이사가 유승민 전 국회의원과 미국 위스콘신대 동문이라는 이유로 관련 테마주로 여겨진다

## 같이 보기
유승민

## 참고문헌
1. ↑  주지숙, SDN, 작년 연간 연결 영업손실 76억...적자전환, 데이터투자, 2024-03-08
2. ↑  김대원, SDN 최기혁 대표, 매일경제, 2010-10-17
3. ↑  임지윤, 태양광 주식이 뜬다… SDN, 상한가, 한국금융, 2022-05-26
4. ↑  나원석, SDN·대신정보통신 등 유승민 관련주 시간외 강세, 금강일보, 2021.10.14